# تمرر جنگجو

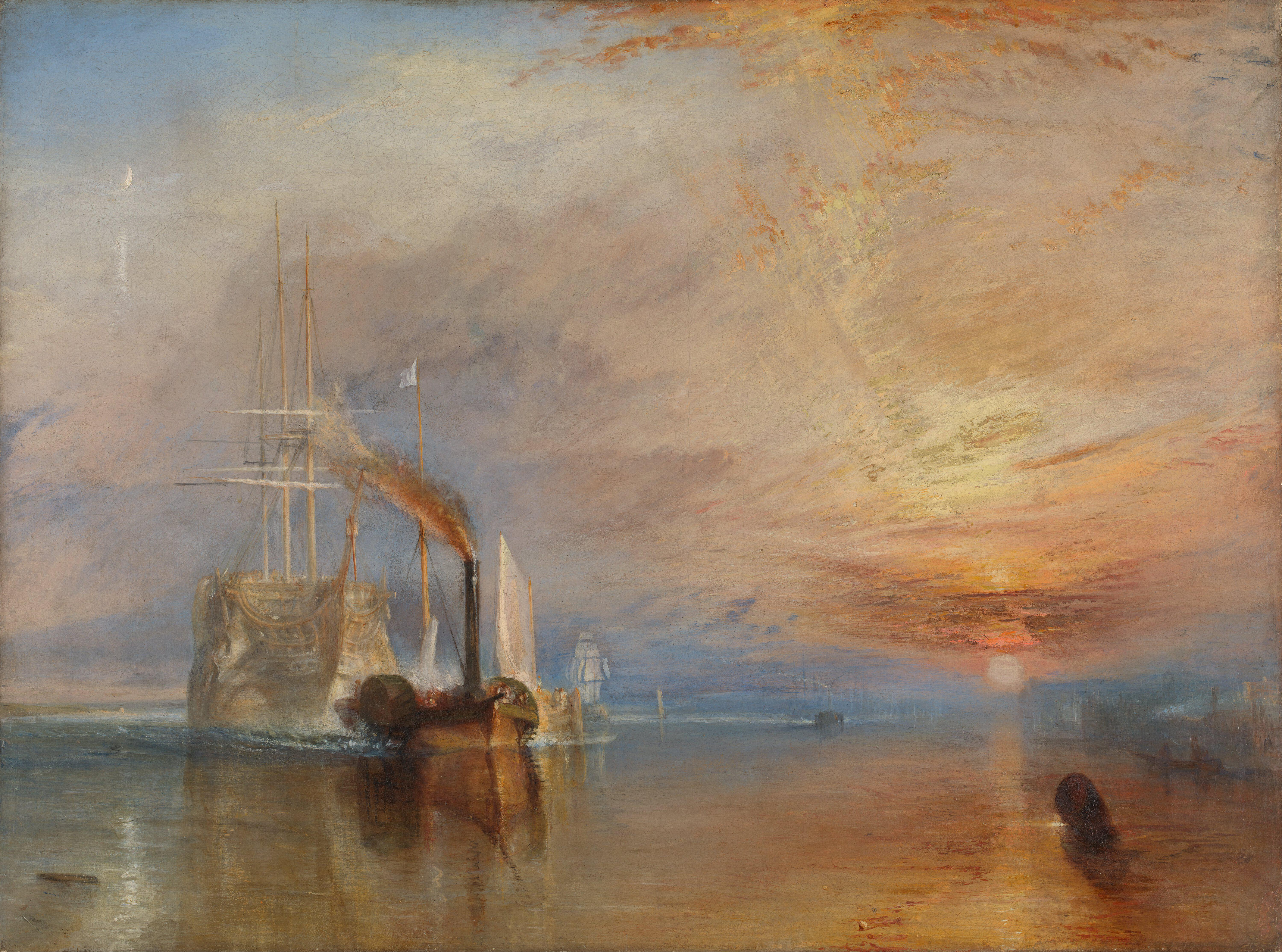
تمرر جنگجو (۱۸۳۸ میلادی) اثر نقاش انگلیسی ویلیام ترنر (۱۷۷۵ - ۱۸۵۱ میلادی)

تمرر جنگجو به آخرین لنگرگاهش کشیده می‌شود تا از هم باز شود یکی از آثار نقاش رمانتیسیسم انگلیسی، ویلیام ترنر (۱۷۷۵ - ۱۸۵۱ میلادی) است که در سال ۱۸۳۸ میلادی و در اوج زندگی هنری این نقاش خلق شده‌است.
اگرچه از ترنر بیشتر آثاری در رنگ روغن و سبک رمانتیسیسم به جای مانده‌است اما بسیاری او را یکی از بنیانگذاران نقاشی منظره با آبرنگ در انگلستان و آثار او را باعث ایجاد و رونق دوباره نقاشی منظره می‌دانند. در این اثر، ناو جنگی تمرر که به دلیل نبرد ترفالگر با فرانسه و نقش متمایزش در این نبرد به شهرت رسید، در سمت چپ کار ثبت شده‌است در حالی که به آخرین لنگرگاهش در شرق لندن به سال ۱۸۳۸ میلادی یدک می‌شود.
شاهکار ترنر که هم‌اکنون متعلق به نگارخانه ملی در لندن است، سال ۲۰۰۵ در رأی‌گیری برنامهٔ «امروز» رادیو ۴ بی‌بی‌سی به‌عنوان «محبوب‌ترین تابلوی نقاشی ملی بریتانیا» دست یافت.